# Hrabstwo Iron (Michigan)
Iron – hrabstwo w USA, w stanie Michigan, na  Półwyspie Górnym Siedzibą hrabstwa jest Crystal Falls.

## Miejscowości
- Amasa (CDP)
- Alpha (wioska)
- Caspian
- Crystal Falls
- Gaastra
- Iron River

## Hrabstwo Iron graniczy z następującymi hrabstwami
- północ – hrabstwo Houghton i hrabstwo Baraga
- północny wschód – hrabstwo Marquette
- wschód – hrabstwo Dickinson
- południowy wschód – hrabstwo Florence, w stanie Wisconsin
- południe – hrabstwo Forest, w stanie Wisconsin
- południowy zachód – hrabstwo Vilas, w stanie Wisconsin
- zachód – hrabstwo Gogebic
- północny zachód – hrabstwo Ontonagon